# Oroszlánsárga pókhálósgomba
Az oroszlánsárga pókhálósgomba (Cortinarius limonius) a pókhálósgombafélék családjába tartozó, Európában és Észak-Amerikában honos, fenyvesekben élő, nem ehető gombafaj. 

## Megjelenése
Az oroszlánsárga pókhálósgomba kalapja 3-9 cm széles, eleinte félgömb alakú, majd domborúan, idősen laposan kiterül, közepén gyakran lapos púppal. Felszíne többé-kevésbé sugarasan szálas vagy ráncos, a szélénél finoman pikkelyes lehet. Színe nedvesen vörösbarna, narancsbarna vagy narancsvörös, kiszáradva oroszlánsárga vagy élénksárga. Szélén sárgás burokmaradványok lehetnek.
Húsa sárgás vagy narancsssárgás, a tönk tövében sötétsárga. Szaga és íze nem jellegzetes.
Közepesen sűrű, széles lemezei felkanyarodók. Színük fiatalon tompasárga, később barnássárga vagy rozsdasárga. 
Tönkje 5-12 cm magas és 0,8-2 cm vastag. Alakja nagyjából egyenletesen hengeres vagy kissé orsó formájú, a csúcsánál vékonyodó, gyakran meggörbül. Felszíne durván szálas vagy kissé pikkelyes. Színe sárgásbarnás, a tövénél sötétebb. Felszínén sárgás pókhálószerű kortinamaradványok lehetnek.
Spórapora rozsdabarna. Spórája széles ellipszis, majdnem kerek alakú, finoman szemölcsös, mérete 7,5-8,5 x 6-7 µm.

### Hasonló fajok
A mozdonyfüstszagú pókhálósgomba, a csúcsos pókhálósgomba, az aranysárga pókhálósgomba, a sárga pókhálósgomba hasonlíthat hozzá. 

## Elterjedése és termőhelye
Európában és Észak-Amerikában honos. 
Fenyvesekben él, általában savanyú, nedves, sovány, mohás talajon. Nyártól ősz végéig terem. 

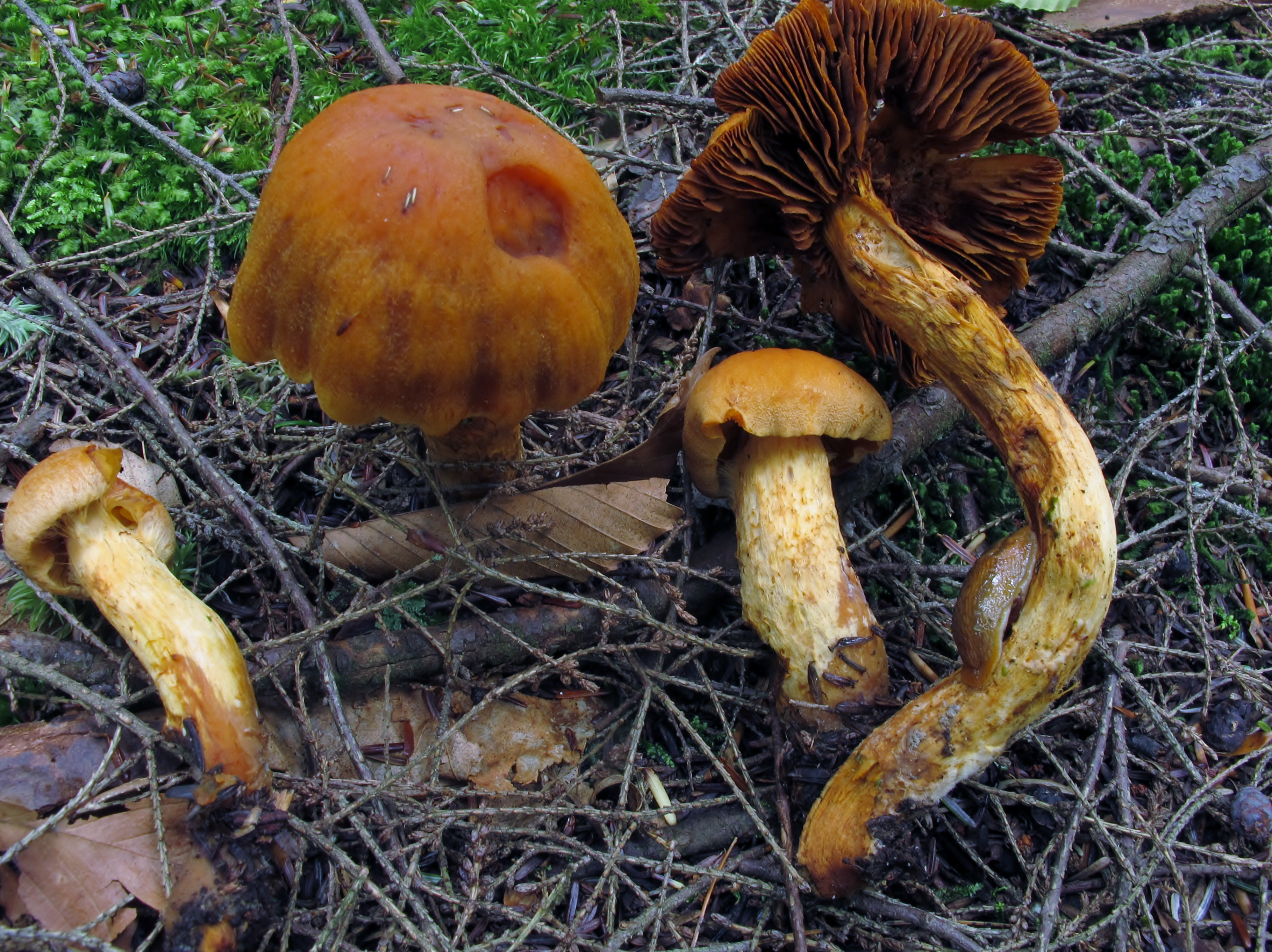
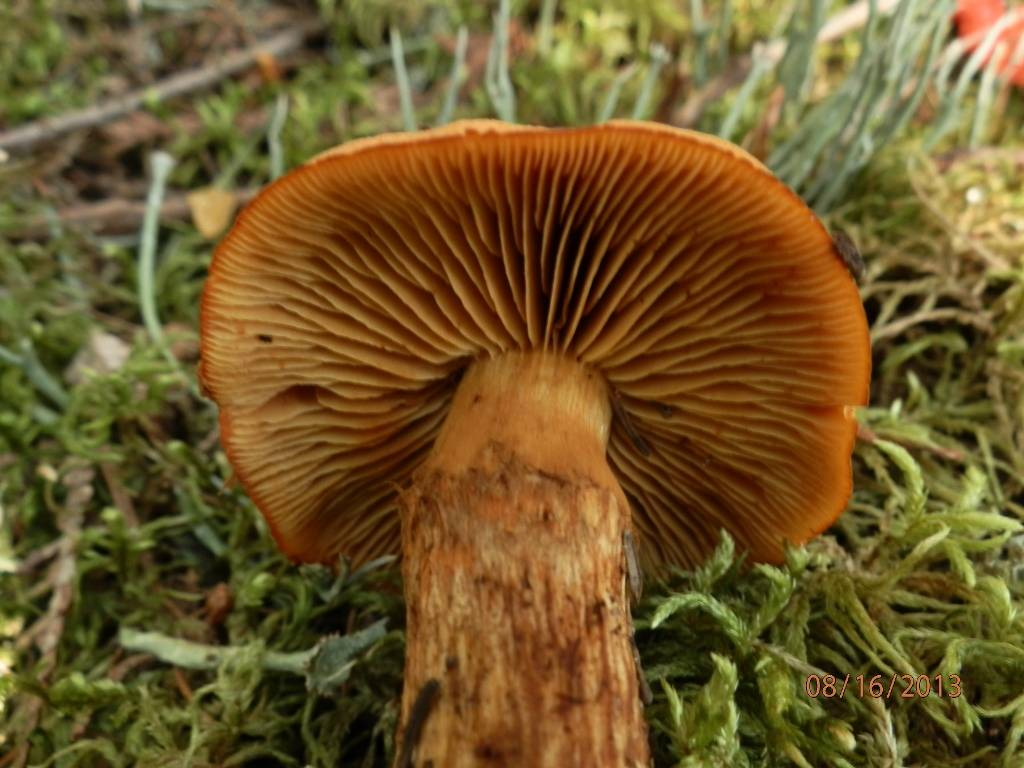
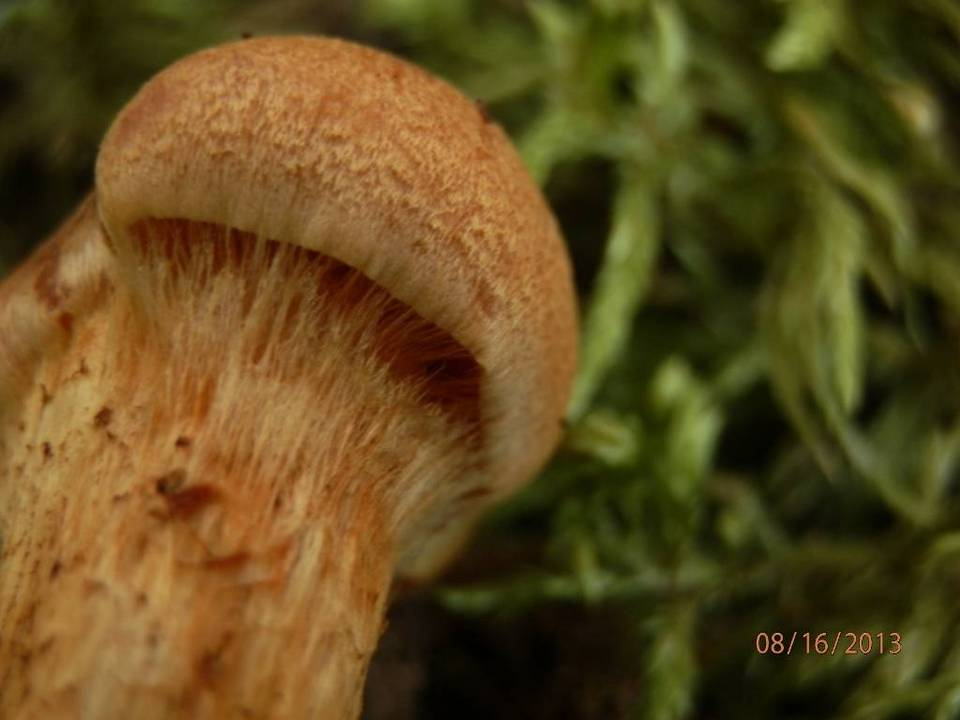
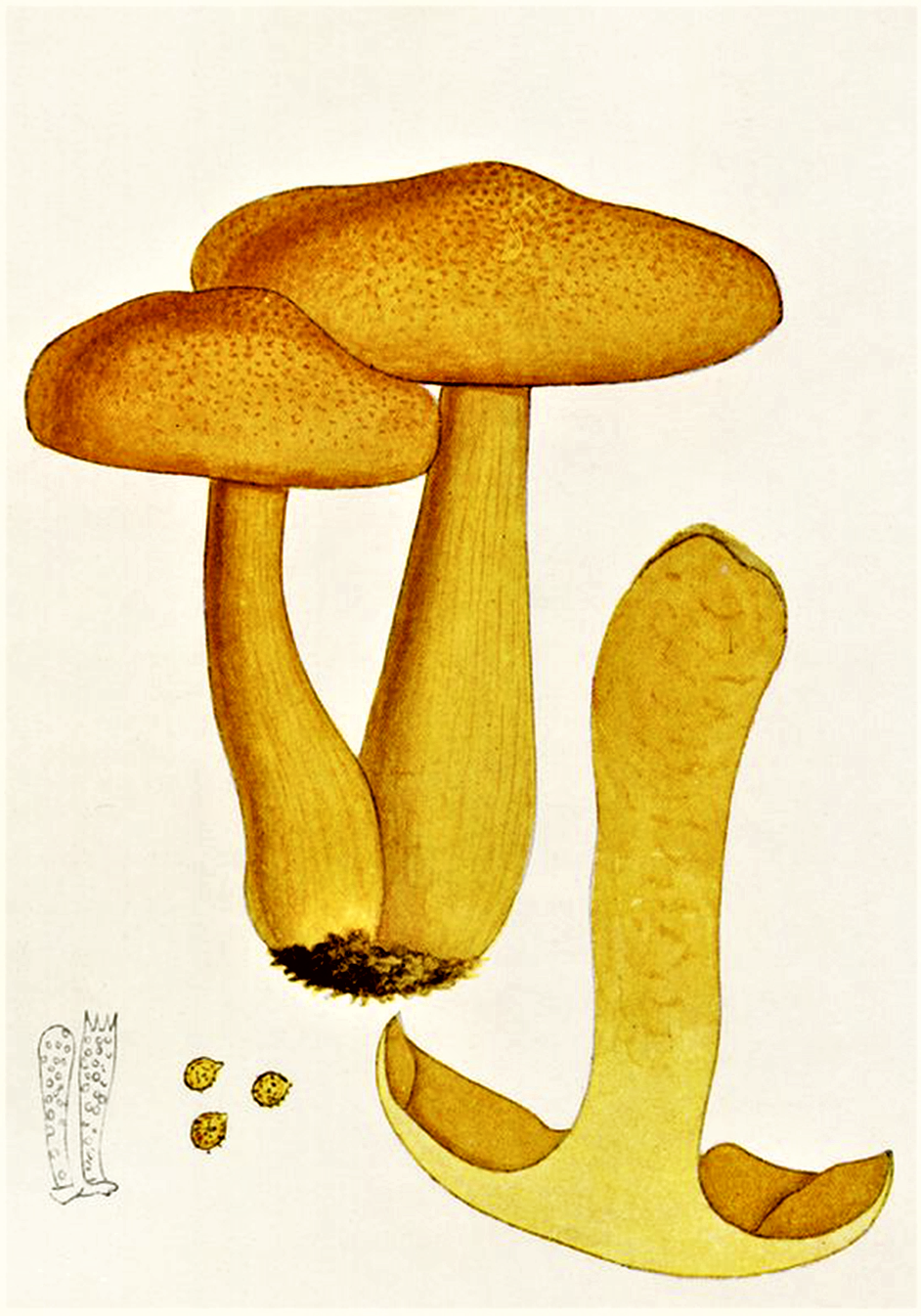

Nem ehető.